# Джунагадх (княжество)

Современный штат Гуджарат, показанный в современных границах Индии

Княжество Джунагарх или Джунагадх (хинди जूनागढ़ रियासत) — княжеское государство на территории современного Гуджарата, управляемое мусульманской династией Баби. Под управлением Британской Индии до его аннексии Индийским союзом в 1948 году.

## История
Мухаммад Шер Хан Бабаи был основателем династии Баби в Джунагархе в 1654 году. Его потомки, Баби Навабы из Джунагарха, завоевали обширные территории в Южной Саураштре.
Однако во время распада Империи Великих Моголов династия Баби была вовлечена в борьбу с династией Гаеквадов из Маратхской империи за контроль над Гуджаратом во время правления Мохаммада Махабат-Ханджи I. Мохаммад-Хан Бахадур Ханджи I провозгласил независимость от могольского губернатора Гуджаратской субы и основал государство Джунагарх в 1730 году. Это позволило династии Баби сохранить суверенитет над Джунагадхом и другими княжескими государствами. Во время правления его наследника Джунагарх был данником Маратхской империи , пока он не перешел под британский сюзеренитет в 1807 году при Мохаммеде Хамиде Ханджи I, после Второй Англо-маратхской войны (1802—1805).
В 1807 году Джунагарх стал британским протекторатом, и Ост-Индская компания взяла под свой контроль государство. К 1818 году территория Саураштры, наряду с другими княжескими государствами Катхиявара, находилась под раздельным управлением Катхияварского агентства Британской Индии.
В 1947 году, после обретения независимости и раздела Индии, последний правитель государства из династии Баби Мухаммад Махабат Ханджи III решил объединить Джунагарх с недавно образованным Пакистаном.

## Правители княжества
Навабы Джунагарха принадлежали к Патан-Баби или Бабаи (пуштунскому племени). Британские власти наградили их 13-пушечным салютом:
- 1730—1758: Мохаммад Бахадур Ханджи I или Мохаммад Шер Хан Бабаи (? — 28 сентября 1758)[4], старший сын наваба Салабата Мухаммад Хана Бахадура Баби из Гоги и Баласинора
- 1758—1774: Мохаммад Махабат Кханджи I (? — 2 декабря 1774), старший сын предыдущего. В 1760 году он был свергнут с престола и заключен в тюрьму своим племянником. В 1762 году смог вернуть себе княжеский престол Джунагадха.
- 1774—1811: Мохаммад Хамид Кханджи I (1766 — 26 февраля 1811), единственный оставшийся в живых сын предыдущего
- 1811—1840: Мохаммад Бахадур Ханджи II (30 мая 1795 — 26 мая 1840), старший сын предыдущего
- 1840—1851: Мохаммад Хамид Кханджи II (1828—1851), старший сын предыдущего
- 1851—1882: Мохаммад Махабат Кханджи II (10 мая 1838 — 29 сентября 1882), младший брат предыдущего
- 1882—1892: Мохаммад Бахадур Ханджи III (22 января 1856 — 21 января 1892), старший сын предыдущего
- 1892—1911: Мохаммад Расул Ханджи (30 июля 1858 — 22 января 1911), младший брат предыдущего
- 1911—1948: Мохаммад Махабат Кханджи III (20 августа 1900 — 7 ноября 1959), четвертый сын предыдущего. Последний правитель перед присоединением Джунагарха к Индии.

### Титулярные навабы
- 1948—1959: Мохаммад Махабат Кханджи III (20 августа 1900 — 7 ноября 1959)
- 1959—1989: Мохаммад Дилавар Кханджи (23 июня 1922 — 30 августа 1989), старший сын предыдущего
- 1989 — настоящее время: Мохаммад Джахангир Кханджи (род. 6 августа 1955), старший сын предыдущего.

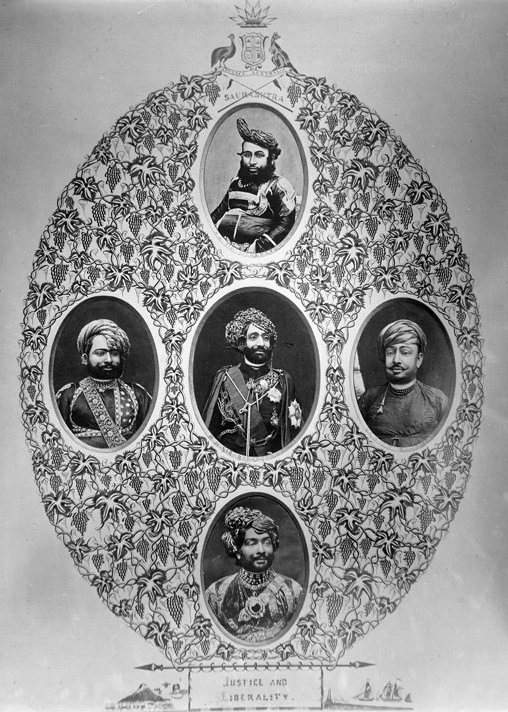
Навабы Джунагадха и государственные чиновники, 19 век
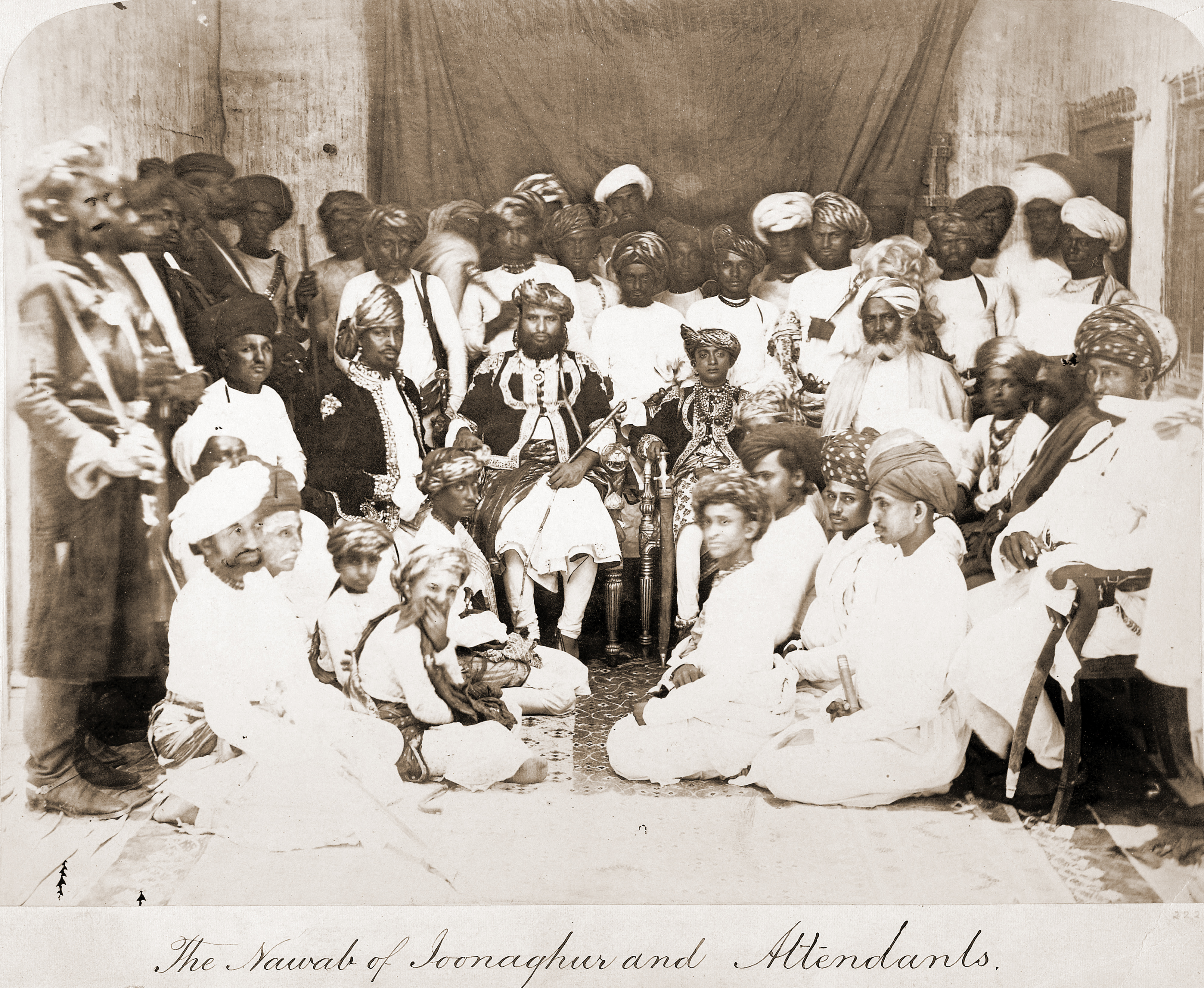
Мохаммад Махабат Кханджи II, наваб Джунагарха, с молодым, Мохаммадом Бахадуром Кханджи III, 1870-е годы
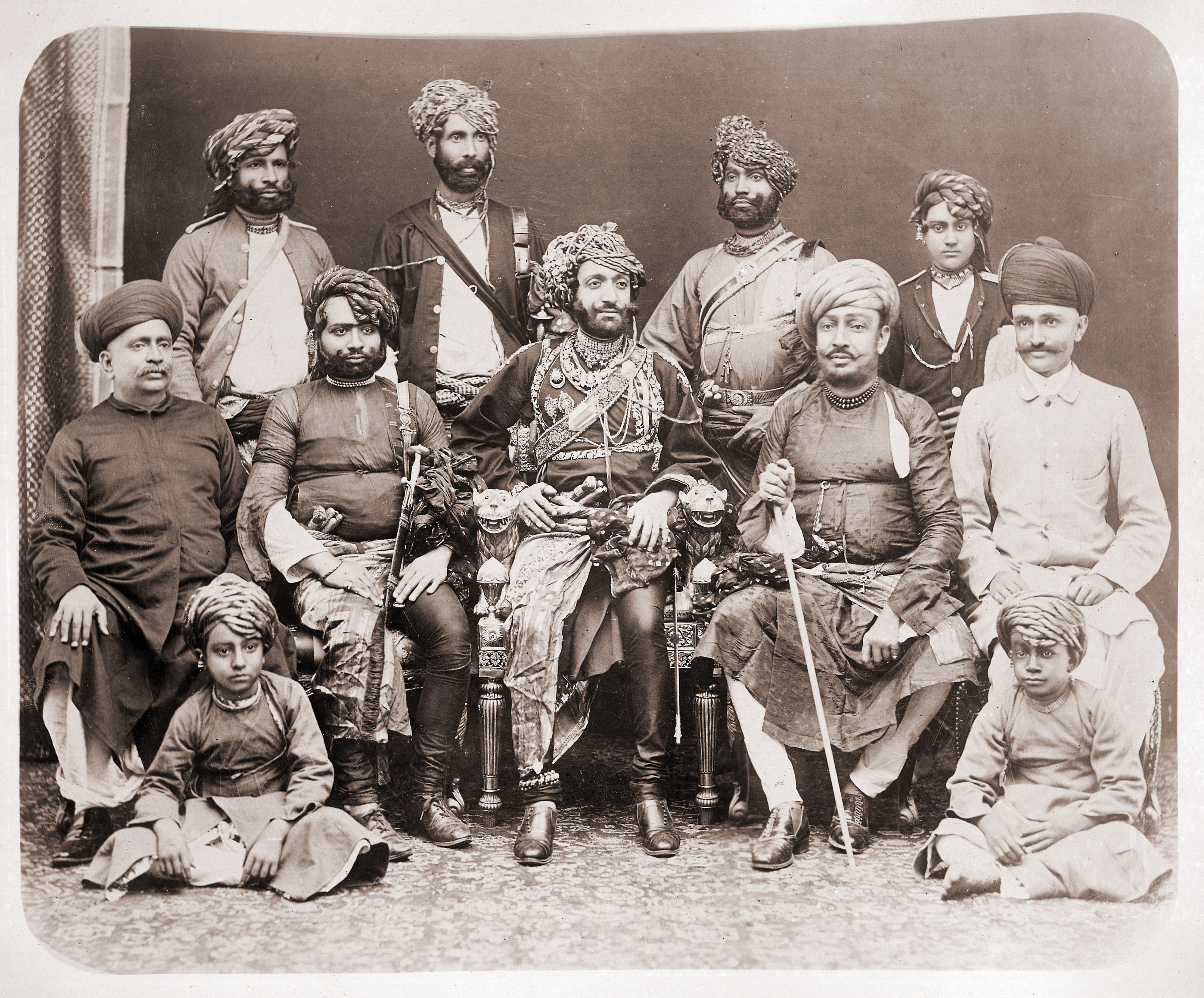
Бахадур Кханджи II (р. 1882-1892), Наваб Джунагарха и государственные чиновники, 1880-е годы
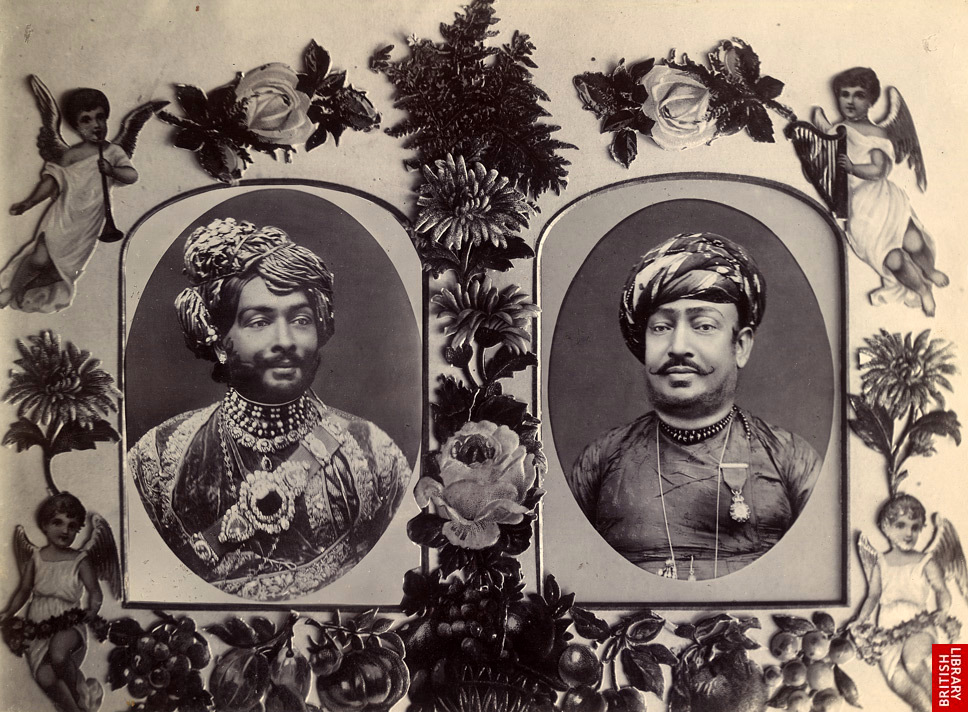
Мохаммад Расул Кханджи, Наваб Джунагарха, Бахадуддинбхай Хасаинбхай, Вазир, Джунагарх, 1890-е годы

## Восстание
Восстание Коли в Джунагархе, поднятое Манса Кхантом во времена наваба Шер Хана, первого правителя Джунагарха. Он был против правления Великих Моголов, сделал Форт Упаркот своим центром. Он совершил серию набегов на окрестные деревни и города. Навабу не удалось взять под контроль восстание. Манса Кхант занимал Упаркот в течение тринадцати месяцев и совершал многочисленные набеги на окрестности. Наваб начал войну против Ханта. Навабу помогал король Гондальского государства Тхакур Сахиб Халоджи Джадеджа и арабский Джамадар Шейх Абдулла Зубейди. Объединенные силы разбили Кханта, захватили Упаркот и подавили восстание.

## Интеграция в Индию
В 1947 году Шах Наваз Бхутто (1888—1957) вошел в Совет министров наваба Мухаммада Махабат-хана III, а в мае стал его деваном или премьер-министром.
После обретения Индией независимости в 1947 году Великобритания предоставила княжеским государствам самим решать, присоединяться ли к одному из новых независимых государств Индии или Пакистана или оставаться за их пределами. Советник наваба по конституционным вопросам Наби Бакш сообщил лорду Маунтбеттену, что он рекомендует Джунагарху присоединиться к Индии. Однако по совету Девана Бхутто 15 августа 1947 года Наваб объявил, что Джунагарх присоединился к Пакистану. 13 сентября правительство Пакистана поддержало это решение.
Индия послала свои военные силы в Джунагарх, пока наваб из Джунагарха был в Пакистане, и захватила княжество Джунагарх, свергнув власть наваба и ликвидировало княжество. Интеграция Джунагарха в Индию привела к тому, что наваб Мухаммад Махабат Хан III из Джунагарха переехал жить в Синд (Пакистан).